# تشارلز سيسيل
تشارلز سيسيل (بالإنجليزية: Charles Cecil)‏ هو مصمم ألعاب ومنتج ألعاب فيديو بريطاني، ولد في 11 أغسطس 1962 في يورك في المملكة المتحدة.

## وصلات خارجية
- تشارلز سيسيل على موقع IMDb (الإنجليزية)